# Monteixo
El Monteixo és una muntanya de 2.905 m d'altitud situada als Pirineus occidentals, a la Vallferrera (Pallars Sobirà). Juntament amb el pic de Norís de 2.820 m i lo Sentinella de 2.562 m, forma part d'una cadena de muntanyes que envolta l'estany d'Aixeus, llac d'origen glacial situat a 2.400 metres d'altitud.
Just al seu peu hi ha el petit poble d'Àreu, que amb una altitud de 1.245 m és capçalera de la vall, i dona accés a través d'una pista forestal a muntanyes com la pica d'Estats, Baborte, Sotllo i el Comapedrosa.
Aquest cim està inclòs al llistat dels 100 cims de la FEEC, i es troba dintre del Parc Natural de l'Alt Pirineu.

## Rutes

### Cara Oest
Des d'Àreu es travessa el punt que creua el riu Noguera de Vallferrera al mateix pàrquing del poble. A partir d'aquí s'inicia una ascensió directa i vertical camp a través fins a arribar a un petit bosquet situat en un pla a 2.100 m. d'altitud, per continuar per la carena amb un fort pendent i per terreny rocós fins al cim.
Aquest és el recorregut més dur i exigent, degut al fort desnivell. És la ruta utilitzada en la cursa d'alta muntanya «La cuita al sol».

### Cara Nord
La ruta comença al poble d'Àreu al que s'arriba en carretera asfaltada. A partir d'aquí comença una pista forestal transitable per turismes que acaba en un pàrquing situat al pla de la Farga, a 1.400 m d'altitud. La pista continua, tot i que és únicament transitable per 4x4 o turismes alts, fins a arribar al pla de la Selva, situat a 1.600 m d'altitud. Aquí la pista es bifurca en dos camins, el que continua recte i que dona accés a la pica d'Estats, i el que gira a la dreta que acaba en un punt situat a 1.950 m en el que hi ha un rierol que baixa de l'estany d'Aixeus situat a 2.400 m d'altitud i que dona accés al cim a través d'un camí costerut i rocós marcat amb fites.
Aquest recorregut és menys exigent i de més bellesa paisatgística.